# エルンスト・ヴィルヘルム・ヴォルフ
エルンスト・ヴィルヘルム・ヴォルフ（Ernst Wilhelm Wolf 1735年2月25日 受洗 - 1792年11月29日もしくは30日）は、ドイツの作曲家。

## 生涯
ヴォルフはテューリンゲン州のグロッセン・ベーリンゲン（現ヘーゼルベルク＝ハイニヒ）に生まれた。兄のエルンスト・フリードリヒはゴットフリート・ハインリヒ・シュテルツェルの下で学んだ作曲家、オルガニストであった。ヴォルフの音楽の才能は幼少期より明白であり、9歳にして既に熟達したハープシコード奏者であった彼はとりわけ数字付き低音の演奏に長じていた。アイゼナハとゴータのギムナジウムに通い、後者では合唱の監督生になっている。ゴータにおいてC.P.E.バッハとカール・ハインリヒ・グラウンの音楽に初めて触れることになるが、特にバッハの作品に魅了される。一方のバッハも1752年にヴォルフの作品から数曲の演奏を聴いて賛辞を贈っており、両者は互いに称えあう関係であった。2人の友情は生涯にわたって続くことになる。ヴォルフはバッハの「専門家とアマチュアのための」作品への寄付金集めに協力している。
兄の勧めに従い1755年にイェーナ大学に入学、学内で「collegium musicum」の指揮者に就任して同団体のために多数の作品を作曲した。3年後の1758年にライプツィヒ、さらにその後ナウムブルクへと移ってフォン・ポニッカウ家の音楽教師として働く。後年イタリアへの旅を決意するがヴァイマルで翻意し、残りの生涯をこの街で過ごす。最初の仕事はアンナ・アマーリア妃の息子たちに音楽を教えることだったが、1761年に宮廷コンサートマスター、1763年にオルガニスト、そして1772年にカペルマイスターとなった。1770年には著名なボヘミアのヴァイオリニストであったフランツ・ベンダの娘であるマリア・カロリーナ・ベンダと結婚している。ヴォルフはある時プロイセン王フリードリヒ2世からC.P.E.バッハの後任を打診されているがこれを辞退しており、おそらくアンナ・アマーリアに丸め込まれたものと思われる。晩年は活動が停滞し、徐々にふさぎ込むようになっていった。発作を機に健康状態が悪化し、1792年の暮れにこの世を去った。
生前、神童だった幼少期より非常に高かったヴォルフの名声は、ゴータ、イェーナ、ライプツィヒでの逗留を経てますます高められた。これは18世紀ドイツで最も重要なプロテスタント音楽の専門家だったヨハン・フリードリヒ・ドーレス、また作曲家でかつ音楽関係の著作家だったヨハン・アダム・ヒラーらの尽力による部分もあった。ヴォルフは専らアマチュア向けのものを書いていたにもかかわらず、彼の音楽は遠くヴァイマルまで知れ渡り、著作は専門家の称賛を受けたのであった。

## 作品
現存するヴォルフの作品で最重要の位置を占めるのが器楽曲である。少なくとも35曲の交響曲が書かれており、うち26曲が現存している。25曲程度のハープシコードまたはピアノのための協奏曲、60曲を超す鍵盤楽器ソナタ、また弦楽四重奏曲、ピアノ五重奏曲その他を含む多数の室内楽曲がある。これらの作品は様式的にはマンハイム楽派のものに近い。とりわけ興味深いのはハープシコードソナタで、C.P.E.バッハの影響を見せるとともに概して進歩的な構造を用いている。バッハら先人たちの例に漏れず、ヴォルフは自らの弟子に対位法を学ぶよう説き、ヨハン・ゼバスティアン・バッハのプレリュードとフーガを推薦した。しかし、そうした考え方は18世紀終盤には時代遅れとなっていたのである。
またヴォルフは舞台作品、宗教的作品にも膨大な数の楽曲を書いた。ヴァイマルの宮廷向けにはヒラーの影響を受けた20ほどのジングシュピールを作曲している。こうした作品は器楽作品ほどには進歩的ではないものの、中にはヴォルフガング・アマデウス・モーツァルトが見せたような非常に革新的なパッセージも見られる。宗教作品はC.P.E.バッハとグラウンの影響下にある。